# Иберийская война
Иберийская война или Ирано-византийская война (526—532) — война между Сасанидским Ираном и Византийской империей из-за восточного грузинского царства Иберия — сасанидского государства-клиента, перешедшего на сторону Византии.

## Предыстория
После ирано-византийской войны 502—506 годов было подписано 7-летнее перемирие, продлившееся 20 лет (несмотря на постоянные пограничные конфликты). Кавад I, опасавшись, что в пограничной с Византией провинции — Иберия — преобладает христианство, стал насильственно внедрять зороастризм, что и послужило причиной новой войны. Византийцы также были заинтересованы в приобретении влияния в Йемене, чтобы защитить там христианские интересы, а также чтобы доминировать над торговыми путями специй и шелка в Индию, которые находились под контролем Ирана. В 525 году византийский флот перевёз армию Аксума для нападения на Йемен, а союзники персов Лахмиды вторглись на территорию Византийской империи. 

## Ход войны
В 526—527 годах в районе Закавказья и северной части Месопотамии начались бои. После смерти Юстина I в 527 году его племянник Юстиниан, взошедший на престол, продолжил войну.
Первые годы войны были благоприятными для Ирана, который подавил восстание иберов в 527 году. Византийское наступление на Нисибис и Тебету в том году оказалось неудачным. Войска ромеев, пытавшиеся укрепить Таннурис и Мелабасу, были остановлены персидскими атаками. В 528 году персы двинулись из Иберии, чтобы захватить форты в восточной Лазике. Эти успехи показали Юстиниану слабость византийской обороны. Территория, на которую распространялась власть восточного военного магистра, была поделена на две части. В том же году Велизарий вошёл с армией в Таннурис, где он безуспешно пытался защитить рабочих, строивших византийские оборонные укрепления. Силы Велизария были разбиты Ксерксом в битве при Таннурисе, и ему пришлось отступить в Дару.
Лахмиды в 528-529 годах предприняли ряд вторжений в Сирию. Для охраны границ Юстиниан под главенством Гассанидов создал коалицию арабов. В 530 году Велизарий одержал блестящую победу над персами при Даре,  в то время как Ситтас и Дорофей разгромили иранскую армию под командованием Михр-Михро в битве при Сатале. Однако в следующем году Велизарий потерпел поражение при Каллинике, из-за чего его сместили с поста. Летом римляне захватили несколько фортов в Армении и отразили персидское наступление. Персы начали осаду Мартирополиса, но отказались от ее продолжения. 

## Результаты
После смерти Кавада I новый правитель Персии Хосров I Ануширван был больше заинтересован в укреплении своей власти внутри страны. Юстиниан также выступал за скорейшее окончание войны, нацелившись на борьбу с вандальской Африкой и остготской Италией. В сентябре 532 года было подписано соглашение о Вечном мире. По условиям соглашения византийские территории, занятые персами, были возвращены в обмен на дань. Иберия осталась под контролем Сасанидов.